# Dionysia teucrioides
Dionysia teucrioides är en viveväxtart som beskrevs av John Jefferson Davis och Per Wendelbo. Dionysia teucrioides ingår i dionysosvivesläktet som ingår i familjen viveväxter. Inga underarter finns listade i Catalogue of Life.

## Bilder

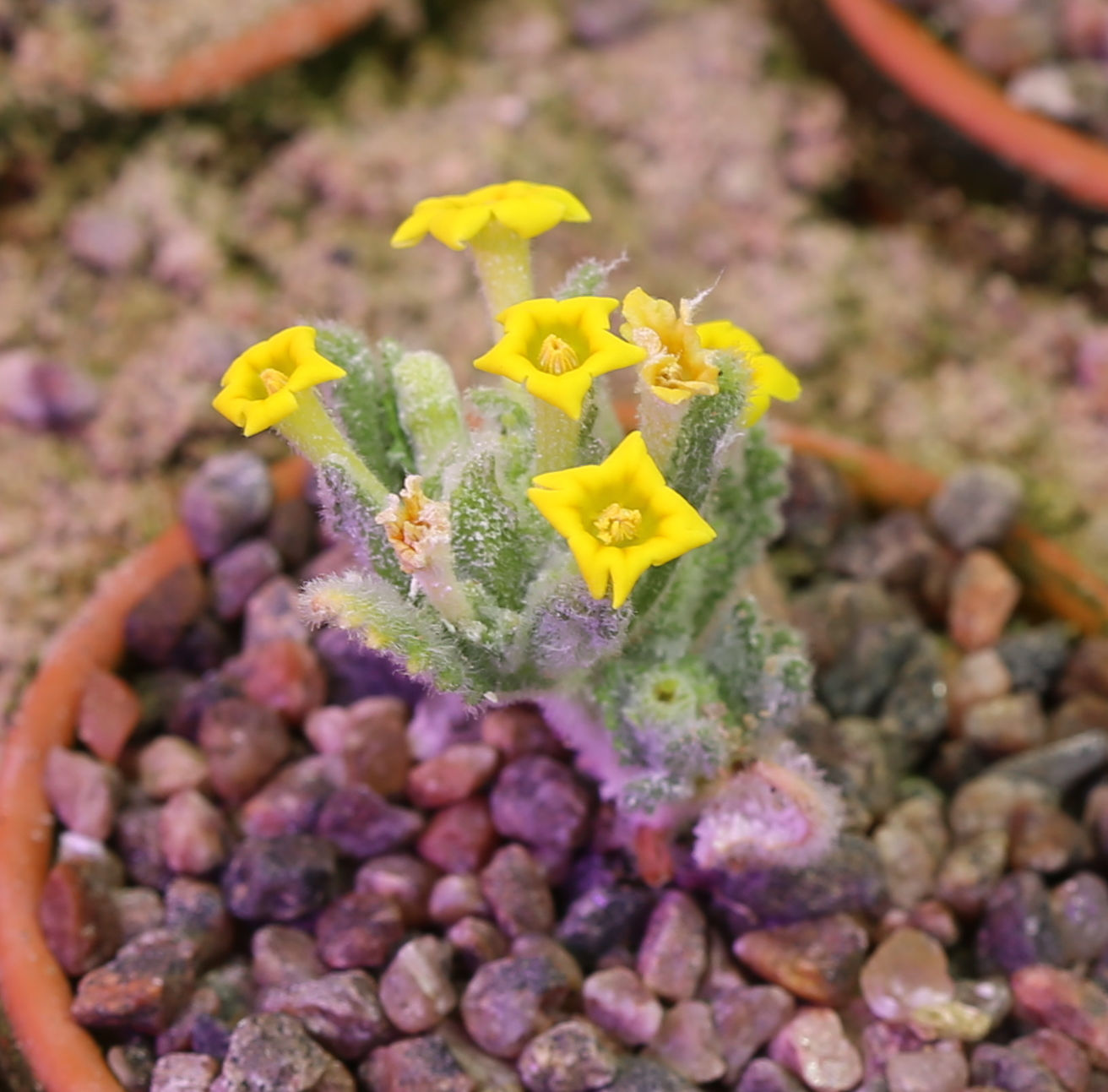
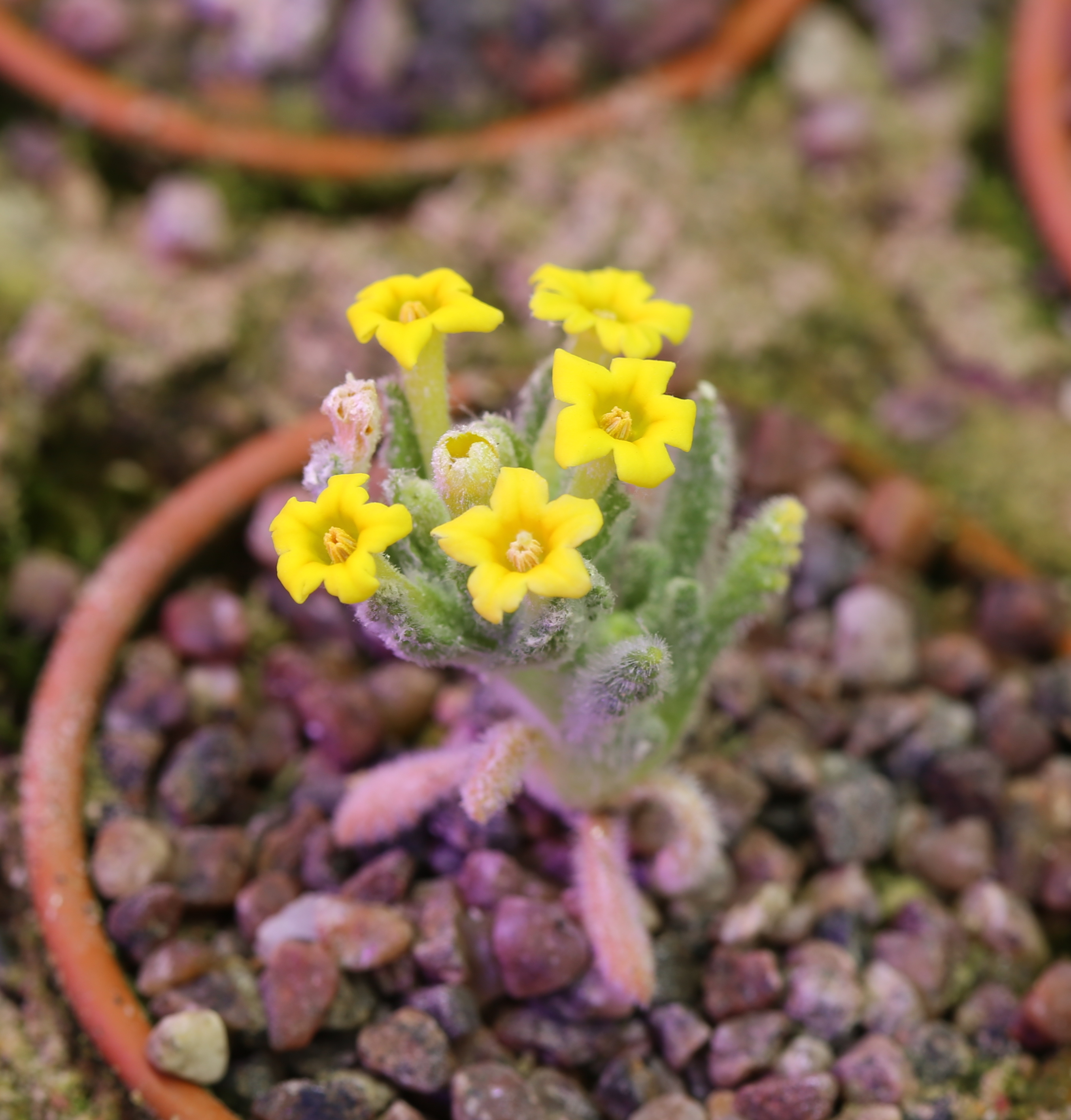
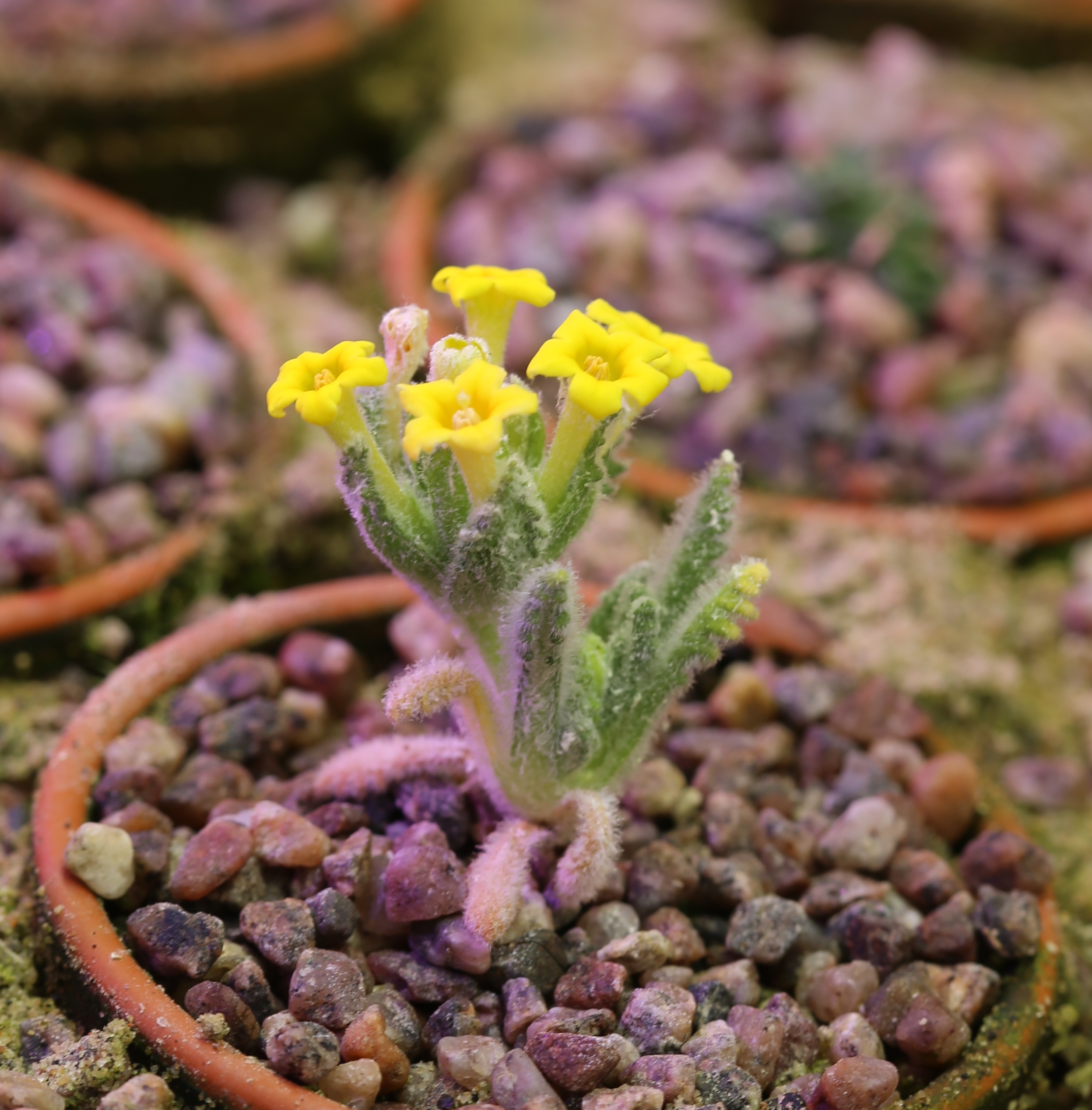